# Équipe de Chine de hockey sur glace
Cet article traite de l'équipe masculine. Pour l'équipe féminine, voir Équipe de Chine féminine de hockey sur glace.
L'équipe de Chine de hockey sur glace est la sélection nationale de Chine regroupant les meilleurs joueurs de hockey sur glace chinois lors des compétitions internationales. L'équipe est sous la tutelle de la Fédération de Chine de hockey sur glace. L'équipe est classée 32e au classement IIHF 2019. 

## Effectif
| No    | Nom            | Position       | Club               |
| ----- | -------------- | -------------- | ------------------ |
| +033, | Pengfei Han    | Gardien de but | HC Red Star Kunlun |
| +001, | Paris O’Brien  | Gardien de but | HC Red Star Kunlun |
| +045, | Jeremy Smith   | Gardien de but | HC Red Star Kunlun |
| +007, | Jake Chelios   | Défenseur      | HC Red Star Kunlun |
| +006, | Zimeng Chen    | Défenseur      | HC Red Star Kunlun |
| +002, | Jason Fram     | Défenseur      | HC Red Star Kunlun |
| +060, | Denis Osipov   | Défenseur      | HC Red Star Kunlun |
| +005, | Ryan Sproul    | Défenseur      | HC Red Star Kunlun |
| +081, | Ruinan Yan     | Défenseur      | HC Red Star Kunlun |
| +093, | Zach Yue       | Défenseur      | HC Red Star Kunlun |
| +011, | Pengfei Zhang  | Défenseur      | HC Red Star Kunlun |
| +077, | Enlai Zheng    | Défenseur      | HC Red Star Kunlun |
| +022, | Parker Foo     | Attaquant      | HC Red Star Kunlun |
| +015, | Spencer Foo    | Attaquant      | HC Red Star Kunlun |
| +017, | Jianing Guo    | Attaquant      | HC Red Star Kunlun |
| +047, | Cory Kane      | Attaquant      | HC Red Star Kunlun |
| +061, | Ethan Werek    | Attaquant      | HC Red Star Kunlun |
| +020, | Lukas Lockhart | Attaquant      | HC Red Star Kunlun |
| +091, | Tyler Wong     | Attaquant      | HC Red Star Kunlun |
| +010, | Xudong Xiang   | Attaquant      | HC Red Star Kunlun |
| +088, | Juncheng Yan   | Attaquant      | HC Red Star Kunlun |
| +018, | Brandon Yip    | Attaquant      | HC Red Star Kunlun |
| +098, | Rudi Ying      | Attaquant      | HC Red Star Kunlun |
| +019, | Wei Zhong      | Défenseur      | HC Red Star Kunlun |
| +056, | Zesen Zhang    | Défenseur      | HC Red Star Kunlun |

## Résultats

### Jeux olympiques
- 2006 - Non qualifié
- 2010 - Ne participe pas
- 2014 - Ne participe pas
- 2018 - Non qualifié
- 2022 - 12e place

### Championnats du monde
La Chine participe pour la première fois au championnat du monde en 1972. Participant au sein du groupe C, la Chine remporte la troisième place de l'édition derrière l'Autriche et l'Italie. Durant les Jeux Olympiques de 1980, 1984 et 1988 il n'y a pas eu de compétition.
- 1972 - 16e place (3e du Groupe C)
- 1973 - 19e place (5e du Groupe C)
- 1974 - 20e place (6e du Groupe C)
- 1975 - Forfait
- 1976 - Ne participe pas
- 1977 - Ne participe pas
- 1978 - 20e place (4e du Groupe C)
- 1979 - 18e place (10e du Groupe B)
- 1981 - 18e place (2e du Groupe C)
- 1982 - 15e place (7e du Groupe B)
- 1983 - 19e place (3e du Groupe C)
- 1985 - 19e place (3e du Groupe C)
- 1986 - 18e place (2e du Groupe C)
- 1987 - 16e place (8e du Groupe B)
- 1989 - 19e place (3e du Groupe C)
- 1990 - 19e place (3e du Groupe C)
- 1991 - 18e place (2e du Groupe C)
- 1992 - 19e place (7e du Groupe B)
- 1993 - 19e place (7e du Groupe B)
- 1994 - 20e place (8e du Groupe B)
- 1995 - 25e place (5e du Groupe C)
- 1996 - 27e place (7e du Groupe C)
- 1997 - 27e place (7e du Groupe C)
- 1998 - 28e place (4e du Groupe C)
- 1999 - 28e place (4e du Groupe C)
- 2000 - 26e place (2e du Groupe C)
- 2001 - 5e de Division I, Groupe B
- 2002 - 6e de Division I, Groupe B
- 2003 - 2e de Division II, Groupe B
- 2004 - 1re de Division II, Groupe A
- 2005 - 6e de Division I, Groupe A
- 2006 - 1re de Division II, Groupe B
- 2007 - 6e de Division I, Groupe A
- 2008 - 2e de Division II, Groupe B
- 2009 - 3e de Division II, Groupe A
- 2010 - 5e de Division II, Groupe B
- 2011 - 4e de Division II, Groupe B
- 2012 - 2e de Division IIB
- 2013 - 4e de Division IIB
- 2014 - 4e de Division IIB
- 2015 - 1re de Division IIB
- 2016 - 6e de Division IIA
- 2017 - 1re de Division IIB
- 2018 - 4e de Division IIA
- 2019 - 5e de Division IIA
- 2020 - Annulé en raison du coronavirus
- 2021 - Annulé en raison du coronavirus
- 2022 - 1re de Division IIB

Note :  Promue ;  Reléguée

### Jeux asiatiques d'hiver
- 1986 -
- 1990 -
- 1996 -
- 1999 -
- 2003 -
- 2007 - 4e place
- 2011 - 4e place
- 2017 - 4e place

### Coupe d'Asie
Cette compétition n'a existé que pour trois éditions.
- 1992 -
- 1993 - 4e place
- 1995 -

## Classement mondial
| Année     | Rang | Points | Progression |
| --------- | ---- | ------ | ----------- |
| 2003      | 28   | 1 805  |             |
| 2004      | 28   | 1 630  | ±0          |
| 2005      | 28   | 1 515  | ±0          |
| Mai 2006  | 28   | 1 970  | ±0          |
| 2007      | 27   | 1 860  | +1          |
| 2008      | 28   | 1 650  | -1          |
| 2009      | 29   | 1 410  | -1          |
| Fév. 2010 | 35   | 1 260  | -6          |
| Mai 2010  | 37   | 1 120  | -2          |
| 2011      | 39   | 1 060  | -2          |

| Année     | Rang | Points | Progression |
| --------- | ---- | ------ | ----------- |
| 2012      | 38   | 1 040  | +1          |
| 2013      | 38   | 1 000  | ±0          |
| Fév. 2014 | 38   | 1 000  | ±0          |
| Mai 2014  | 38   | 980    | ±0          |
| 2015      | 38   | 1 020  | ±0          |
| 2016      | 37   | 1 075  | +1          |
| 2017      | 37   | 1 100  | ±0          |
| Fev. 2018 | 33   | 1 540  | +4          |
| Mai 2018  | 33   | 1 610  | ±0          |
| 2019      | 32   | 1 520  | +1          |

## Équipe junior moins de 20 ans

### Championnats du monde junior
- 1977-1985 - Ne participe pas
- 1986 - 4e du Groupe C
- 1987-2003 - Ne participe pas
- 2004 - 2e de la Division III
- 2005 - 4e de la Division II, Groupe A
- 2006 - 6e de la Division II, Groupe B
- 2007 - 1er de la Division III
- 2008 - 6e de la Division II, Groupe B
- 2009 - 6e de la Division II, Groupe B
- 2010 - 5e de la Division II, Groupe A
- 2011 - 6e de la Division II, Groupe B
- 2012 - 2e de la Division III
- 2013 - 1er de la Division III
- 2014 - 6e de la Division IIB
- 2015 - 1er de la Division III
- 2016 - 6e de la Division IIB
- 2017 - 2e de la Division III
- 2018 - 2e de la Division III
- 2019 - 1er de la Division III
- 2020 - 3e de la Division IIB
- 2021 - Annulé en raison du coronavirus
- 2022 - Forfait
- 2023 - 1er de la Division IIB

## Équipe des moins de 18 ans

### Championnats du monde moins de 18 ans
- 1999  - Ne participe pas
- 2000 - 3e de Division I Asie-Océanie
- 2001 - 2e de Division I Asie-Océanie
- 2002 - 2e de Division I Asie-Océanie
- 2003 - 3e de la Division III, Groupe A
- 2004 - Ne participe pas
- 2005 - Ne participe pas
- 2006 - Ne participe pas
- 2007 - 2e de la Division III
- 2008 - 5e de la Division II, Groupe B
- 2009 - 6e de la Division II, Groupe B
- 2010 - 1er de la Division III, Groupe A
- 2011 - 5e de la Division II, Groupe B
- 2012 - 6e de la Division II, Groupe B
- 2013 - 1er de la Division III
- 2014 - 5e de la Division IIB
- 2015 - 5e de la Division IIB
- 2016 - 6e de la Division IIB
- 2017 - 1er de la Division IIIA
- 2018 - 5e de la Division IIB
- 2019 - 2e de la Division IIB
- 2020 - Annulé en raison du coronavirus
- 2021 - Annulé en raison du coronavirus
- 2022 - Forfait
- 2023 -

### Championnats d'Asie-Océanie des moins de 18 ans
Cette compétition n'est plus tenue depuis 2002.
- 1984 -  Deuxième
- 1985 - Ne participe pas
- 1986 -  Deuxième
- 1987 -  Deuxième
- 1988 -  Premier
- 1989 -  Troisième
- 1990 -  Deuxième
- 1991 -  Deuxième
- 1992 -  Troisième
- 1993 - Quatrième
- 1994 - Quatrième
- 1995 -  Troisième
- 1996 - Quatrième
- 1997 - Quatrième
- 1998 -  Troisième
- 1999 -  Troisième
- 2000 -  Troisième
- 2001 -  Deuxième
- 2002 -  Deuxième